# Rita Süssmuth
Rita Süssmuth, nata Kickuth (Wuppertal, 17 febbraio 1937), è una politica tedesca.

## Biografia

### Formazione e attività scientifiche
Nel 1956 si diploma al liceo di Rheine. Studia Romanticismo e Storia nelle università di Münster, Tubinga e Parigi. Si è laureata nel 1961. Dal 1963 al 1966 è stata assistente accademica e poi assistente alla Pädagogische Hochschule Ruhr. Nel 1971 è stata nominata professore di pedagogia presso questa università. Negli anni 1969-1982 insegnò pedagogia all'Università della Ruhr a Bochum. Dal 1982 al 1985 è stata direttrice dell'Istituto scientifico Frau und Gesellschaft di Hannover. Ha anche frequentato l'Università di Gottinga. È autrice di numerose pubblicazioni su temi sociali.

### Attività politiche e sociali
Nel 1981 entra a far parte dell'Unione Cristiano-Democratica. Nel 1983 è diventata la presidente dell'istituzione del partito per la politica familiare. Dal 1986 al 2001 è stata presidente della Frauen-Union, un'organizzazione femminile cristiano-democratica. Nel 1987-1998 ha fatto parte del presidium della CDU.
Il 26 settembre 1985 è stata nominata Ministro della gioventù, della famiglia e della salute (dal 6 giugno 1986 anche per le donne) nel governo di Helmut Kohl (II e III). Ha ricoperto questa carica fino al 25 novembre 1988, quando è stata eletta Presidente del Bundestag. È stata membro della camera bassa del parlamento tedesco nel 1987-2002 e l'ha presieduta fino al 27 settembre 1998.